# Matongo (Singida)
Matongo è una circoscrizione rurale (rural ward) della Tanzania situata nel distretto di Mkalama, regione di Singida. Conta una popolazione di 6 338 abitanti (censimento 2012).